# Кастро (херцогство)
Вижте пояснителната страница за други значения на Кастро.
Кастро (на италиански: Ducato di Castro) – херцогство със столица едноименния град, който папа Павел III от фамилията Фарнезе създава за сина си, Пиер Луиджи Фарнезе. Владенията на Фарнезе се разпростират в Тоскана от брега на Тиренско море до островите в Болсена.
През 1545 година Фарнезе прибавят към владенията си Парма и Пиаченца. Именно Парма става в края на краищата столица на владенията им, и е същото време значението на Kастро намалява. Единствения от херцозите на Кастро който не заема пармския престол е Орацио Фарнезе (1531—1553), съпруг на френската принцеса Диана Воала.
Фарнезе постепенно затъват в дългове и римския папа Урбан VIII, в желанието си да подсигури рода си, предлага на тогавашния херцог на Кастро да продаде наследствените права на Кастро. При отказа му папата окупира Кастро. Последвалата победа на коалицията с херцога на Кастро през 1644 побеждава папата и възстановява довоенното статукво. През 1648 новият папа Инокентий X започва нов военен поход срещу херцогството и на 2 септември 1649 войските му превземат и опожаряват Кастро. След това то е присъединено към Папската държава.